# Белфорте ал'Изауро
Белфо̀рте ал'Иза̀уро (на италиански: Belforte all'Isauro, на местен диалект Belfòrt, Белфорт) е село и община в Централна Италия, провинция Пезаро и Урбино, регион Марке. Разположено е на 344 m надморска височина. Населението на общината е 823 души (към 2010 г.).